# Euro-Atlantischer Partnerschaftsrat

Karte der Mitgliedsstaaten

Der Euro-Atlantische Partnerschaftsrat (EAPR; englisch Euro-Atlantic Partnership Council, EAPC) ist ein auf Initiative der USA am 30. Mai 1997 in Sintra (Portugal) gegründeter Kooperationsrat mit dem Ziel der engeren politischen und militärischen Zusammenarbeit der zurzeit 51 Mitgliedsstaaten aus Ost und West (darunter alle 32 NATO-Staaten sowie 21 mittel- und osteuropäische Staaten des ehemaligen Warschauer Paktes, aber auch einige neutrale Staaten). Bis auf die 7 flächenmäßig kleinen Staaten Andorra, Liechtenstein, Malta, Monaco, San Marino, Vatikanstadt, Zypern und zusätzlich die Mongolei sind alle Mitgliedsstaaten der OSZE eingebunden.
Die Organisation entstand als Reaktion auf die Machtausweitung der NATO nach Ende des Kalten Krieges und bezweckt, die Zusammenarbeit mit den noch nicht in die NATO aufgenommenen Staaten zu stärken. Der Partnerschaftsrat hat den seit Dezember 1991 bestehenden Nordatlantischen Kooperationsrat (NAKR) abgelöst und soll der allgemeinen Vertrauensbildung sowie der Verstärkung der Zusammenarbeit bei der Rüstungskontrolle und bei Friedensmissionen dienen. Auf Botschafterebene finden monatliche Treffen in Brüssel statt, halbjährliche Treffen der Außen- und Verteidigungsminister sind vorgesehen.